# Forever Becoming
| Совокупная оценка    | Совокупная оценка |
| Источник             | Оценка            |
| -------------------- | ----------------- |
| Metacritic           | 74/100            |
| Оценки критиков      |                   |
| Источник             | Оценка            |
| Allmusic             | [ 2 ]             |
| Alternative Press    | [ 3 ]             |
| The A.V. Club        | A−                |
| Consequence of Sound | C+                |
| Pitchfork            | [ 6 ]             |
| PopMatters           | [ 7 ]             |

Forever Becoming — пятый студийный альбом американской пост-метал группы Pelican из Чикаго, изданный 15 октября 2013 года независимым лейблом Southern Lord Records и стал вторым альбомом группы на этом лейбле после ухода с Hydra Head Records в начале 2009 года. Forever Becoming знаменует собой первый релиз Pelican, в записи которого не принимал участие основатель группы, гитарист Лоран Шрёдер-Лебек.
Перед выпуском альбома Pelican выпустили онлайн-трансляцию «Immutable Dusk» в июле 2013 года. «Deny the Absolute» был выпущен как отдельный сингл в августе 2013 года, а затем как видеоклип в декабре 2014 года. Онлайн-трансляция «The Cliff» была выпущена в сентябре 2013 года, а затем в 2015 году вышел The Cliff как отдельный мини-альбом.

## История
Forever Becoming — первый альбом Pelican с момента его создания в 2001 году, в записи которого не принимал участия основатель группы гитарист Лоран Шрёдер-Лебек. Он прекратил гастролировать с Pelican в 2010 году, сказал своим коллегам по группе, что его «сердце не было полностью в этом» после записи EP 2012 года Ataraxia/Taraxis, и публично объявил о своем уходе через два месяца после выпуска EP в июне 2012 года. Шрёдер-Лебек ушел, чтобы проводить больше времени со своей семьей. Изначально Pelican планировали продолжить как группа из трех человек, но тогдашний гастролирующий гитарист Даллас Томас из The Swan King стал постоянным участником и в конечном итоге внес свой вклад в процесс написания Forever Becoming. О работе с Томасом гитарист Тревор де Брау сказал: «[Басист Брайан Хервег] и я более свободны. Мы не прорабатываем каждую деталь, в то время как [Даллас Томас] очень дотошен и действительно любит, чтобы все было продумано. Наличие этого баланса означает, что мы не будем отклоняться слишком далеко в каком-либо направлении».

## Отзывы
Альбом получил положительные отзывы музыкальной критики и интернет-изданий.
Альбом получил среднюю оценку 74/100 из 10 обзоров на Metacritic, что указывает на «в целом благоприятные отзывы». Грегори Хини из AllMusic написал: «Похоже, смена состава оживила их, придав их песням чувство стабильности, которое сияет в альбоме, который легко входит в число самых захватывающих работ группы за последние годы». Джейсон Хеллер в своей статье для The A.V. Club похвалил Forever Becoming, сказав, что «отступив назад и подведя итоги, Pelican воссоединились с тем, что изначально сделало их первопроходцами: силой, видением и душой». Журналист Pitchfork Колин Сент-Джон похвалил повышенную агрессивность альбома, заявив, что необычная тяжесть доказывает, что у группы еще остались силы.[9] Однако не все критики были впечатлены усилиями этой новой версии Pelican; В более посредственном обзоре автор PopMatters Брайс Эзелл (который похвалил предыдущий EP группы) раскритиковал Forever Becoming за ухудшение качества и стиля.

## Список композиций
| №                   | Название            | Длительность |
| ------------------- | ------------------- | ------------ |
| 1.                  | «Terminal»          | 3:27         |
| 2.                  | «Deny the Absolute» | 5:35         |
| 3.                  | «The Tundra»        | 5:13         |
| 4.                  | «Immutable Dusk»    | 7:01         |
| 5.                  | «Threnody»          | 8:07         |
| 6.                  | «The Cliff»         | 4:06         |
| 7.                  | «Vestiges»          | 7:15         |
| 8.                  | «Perpetual Dawn»    | 9:28         |
| Общая длительность: | Общая длительность: | 50:12        |

| №                   | Название                         | Длительность |
| ------------------- | -------------------------------- | ------------ |
| 1.                  | «Bardo»                          | 3:38         |
| 2.                  | «Deny the Absolute» (7" Version) | 5:35         |
| 3.                  | «The Truce» (7" Version)         | 3:16         |
| Общая длительность: | Общая длительность:              | 12:29        |

| №                   | Название                        | Длительность |
| ------------------- | ------------------------------- | ------------ |
| 1.                  | «Terminal»                      | 3:26         |
| 2.                  | «Deny the Absolute»             | 5:34         |
| 3.                  | «The Tundra»                    | 5:14         |
| 4.                  | «Immutable Dusk»                | 7:02         |
| 5.                  | «Threnody»                      | 8:09         |
| 6.                  | «The Cliff»                     | 4:05         |
| 7.                  | «Vestiges»                      | 7:17         |
| 8.                  | «Bardo»                         | 2:58         |
| 9.                  | «Perpetual Dawn»                | 9:38         |
| 10.                 | «The Cliff» (feat. Allen Epley) | 4:07         |
| Общая длительность: | Общая длительность:             | 57:30        |

## Чарты
| Чарт (2013)                            | Высшая позиция |
| -------------------------------------- | -------------- |
| США (Billboard Top Hard Rock Albums)   | 21             |
| США (Billboard Top Heatseekers Albums) | 7              |
| США (Billboard Top Tastemaker Albums)  | 22             |